# Osiris St. Brown
Osiris Adrian Amon-Ra J. St. Brown (* 28. April 1998 in Placentia, Kalifornien) ist ein deutsch-amerikanischer American-Football-Spieler auf der Position des Wide Receivers. Er spielte von 2017 bis 2020 College Football für die Stanford University.

## Frühe Jahre
St. Brown besuchte während seiner ersten sechs Schuljahre eine französische Schule in Anaheim. Nach einem Umzug nach Paris 2009 ging er auf eine öffentliche Schule. Während der Sommerferien war St. Brown im Heimatort seiner Mutter, Leverkusen. Hier besuchte er die Bayer-Leverkusen-Fußballschule. St. Brown machte aber auch mit Football weiter und wurde für die französische U19-American-Football-Nationalmannschaft vorgeschlagen. Mit dieser wurde er 2015 U19-American-Football-Vize-Europameister. Dadurch machte er sich auch bei US-Footballförderprogrammen bekannt und bekam einen Platz an der Mater Dei High School bekam. St. Brown spielte dort für die Mater Dei Monarchs. In seiner ersten Saison im Team erzielte er bei 43 Passfängen 884 Yards und 12 Touchdowns. Als Senior erreichte er bei 62 Passfängen 1127 Yards und 19 Touchdowns. 2016 wurde er in der Trinity League zum Most Valuable Player gewählt.

## College

### Rekrutierung
Der US-amerikanischen Sport-fokussierte Website-Betreiber 247Sports stufte St. Brown als sogenannten Vier-Sterne-Spieler ein, d. h. einer der 300 besten Spieler seines Jahrgangs und ein wahrscheinlicher Impact-Player in seiner Collegemannschaft. 247Sports stufte ihn als 27 besten Wide Receiver und 176 besten Spieler seines Jahrgangs ein. Auch Scout.com  und Rivals.com schätzte ihn als Vier-Sterne-Spieler und damit als einen der besten 300 Spieler seines Jahrgangs ein. ESPN nannte ihn ebenfalls einen Vier-Sterne-Spieler, also als hervorragender Rekrut, der das Potential hat dominant zu spielen.
St. Brown erhielt 21 Football-Stipendienangebote: Stanford, Arizona State, Boise State, California, Colorado, Illinois, Kentucky, Maryland, Michigan, Michigan State, Miami, Northwestern, Notre Dame, Oregon, Texas Tech, USC, UCLA, Utah, Vanderbilt, Washington und Washington State.
St. Brown favorisierte Stanford und Notre Dame. Er entschied sich schließlich gegen Notre Dame, wo einer seiner beiden Brüder spielte, und für Stanford, da das Programm seines Wunschstudiengangs Computerwissenschaften dort seiner Meinung nach besser ist.

### Spieler
2017 ging er an die Stanford University. Dort spielte er für die Stanford Cardinal in der NCAA Division I. In der ersten Saison fiel er jedoch aufgrund einer Fußverletzung komplett aus und nahm daher ein Redshirtjahr. In seiner zweiten Saison als Sophomore erzielte er 8 Passfänge für 204 Yards und einen Touchdown. In der darauffolgenden Saison konnte er 27 Pässe fangen und dabei 263 Receiving Yards holen. Außerdem konnte er zweimal für insgesamt 12 Yards laufen. In seinem Jahr als Senior konnte er wiederum nur einen einzigen Passfang für 7 Yards verzeichnen. Er entschied sich deshalb, sich nicht für den NFL Draft anzumelden.

## Stil
St. Brown zeichnete sich besonders durch seine Schnelligkeit im kurzen Bereich aus, insbesondere bei In und Out Routes.

## Privates
Sein Vater, John Brown, ist ein Bodybuilder, der 1981 und 1982 Mr. Universum wurde. Seine Mutter Miriam ist Deutsche, geboren in Leverkusen. Osiris hat zwei Brüder, den älteren Equanimeous und den jüngeren Amon-Ra, die beide American Football spielen. Equanimeous spielt für die San Francisco 49ers und Amon-Ra für die Detroit Lions in der National Football League (NFL)

## Belege
1. 1 2  Meet College Football's Version of the Ball Family. Abgerufen am 31. Oktober 2018 (englisch).
2. 1 2 3 4 5 6 7 8 9  Osiris St. Brown - 2017 Football Roster - Stanford University. Abgerufen am 30. Oktober 2018 (englisch).
3. ↑  Deutsche NFL-Hoffnungen: Die drei Brüder St. Brown! Abgerufen am 31. Oktober 2018 (englisch).
4. 1 2  Osiris St. Brown, Mater Dei, Wide Receveir. 247Sports, abgerufen am 31. Oktober 2018 (englisch).
5. 1 2 3  Rivals, Scout, ESPN, 247: Star rating systems explained. 5. Februar 2013, abgerufen am 2. August 2016 (englisch).
6. ↑  Osiris St. Brown Recruitin Interest. 247Sports, abgerufen am 31. Oktober 2018 (englisch).
7. ↑  Why Osiris St. Brown Picked Stanford over Joining His Brother at Notre Dame. Abgerufen am 31. Oktober 2018 (englisch).
8. ↑  St.-Brown-Brüder sorgen für Furore. Abgerufen am 31. Oktober 2018.
9. ↑  idowa, Straubing Germany: Interview zur NFL: Osiris St. Brown: Im Sport ist kein Platz für Zweifel - idowa. Abgerufen am 3. Oktober 2022.
10. ↑  NFL - Equanimeous St. Brown: "Die NFL ist natürlich unser Ziel". In: www.ran.de. 24. September 2016 (ran.de [abgerufen am 30. Oktober 2018]).
11. ↑  Christian Elsaeßer: American Football: Drei NFL-Supertalente und ihre Wurzeln im Saalekreis. In: Mitteldeutsche Zeitung. (mz-web.de [abgerufen am 30. Oktober 2018]).

| Personendaten    | Personendaten                                            |
| ---------------- | -------------------------------------------------------- |
| NAME             | St. Brown, Osiris                                        |
| ALTERNATIVNAMEN  | St. Brown, Osiris Adrian Amon-Ra J. (vollständiger Name) |
| KURZBESCHREIBUNG | deutsch-amerikanischer American-Football-Spieler         |
| GEBURTSDATUM     | 28. April 1998                                           |
| GEBURTSORT       | Placentia, Kalifornien, Vereinigte Staaten               |